# Koblenz AG
| AG ist das Kürzel für den Kanton Aargau in der Schweiz. Es wird verwendet, um Verwechslungen mit anderen Einträgen des Namens Koblenz zu vermeiden. |

Koblenz (im regionalen schweizerdeutsch [ˈχɔbləts]) ist eine Einwohnergemeinde im Schweizer Kanton Aargau. Sie gehört zum Bezirk Zurzach und liegt an der Mündung der Aare in den Hochrhein, unmittelbar an der Grenze zu Deutschland.

## Geographie
Der Rhein, der gleichzeitig die Staatsgrenze bildet, fliesst zunächst in westlicher, dann in südwestlicher Richtung und nach einer sehr engen Flussbiegung um die in Deutschland gelegene Halbinsel Schmittenau herum nach Norden. Mehrere kleine Inseln liegen im Rhein, davon vier auf schweizerischer und drei auf deutscher Seite. Bei der Flussbiegung mündet die Aare in den Rhein. Die Wassermenge der Aare ist etwas mehr als ein Viertel grösser als jene des Rheins (durchschnittlich 559 bzw. 442 m³/s). Somit wäre der Rhein aus hydrologischer Sicht eigentlich ein Nebenfluss der Aare und nicht umgekehrt.
Unmittelbar östlich der Aaremündung liegt ein Rheinaltarm im Naturschutzgebiet Giriz, einem Auenschutzgebiet und Amphibienlaichgebiet von nationaler Bedeutung. Durch den Auwald fliesst der Klingnauer Binnenkanal zur Aare. Die Talniederung ist als Aarelandschaft bei Klingnau, zu der auch der Wald westlich des Bahnhofs von Koblenz mit dem  Giriz gehört, im Bundesinventar der Landschaften und Naturdenkmäler von nationaler Bedeutung (BLN) verzeichnet. Die geschützte Landschaft erstreckt sich im Gemeindegebiet von Koblenz über rund 40 Hektaren.
Östlich der Ortschaft liegt auch ein Teil der BLN-Landschaft «Koblenzer Laufen» im Gebiet der Gemeinde Koblenz.
Das Dorfzentrum erstreckt sich in einem schmalen Uferstreifen zwischen dem Rhein und der steilen nordwestlichen Flanke des Frittel, einem 351 m ü. M. hohen Hügel. Auf der südlich daran anschliessenden Hochebene liegen neuere Wohngebiete. Die Fläche des Gemeindegebiets beträgt 408 Hektaren, davon sind 118 Hektaren bewaldet und 82 Hektaren überbaut. Südöstlich des schmalen Uferstreifens am Rhein, wo sich das Zentrum von Koblenz befindet, erstreckt sich das Gemeindegebiet 2,5 Kilometer weit auf die Hügelzone von Rütenen, Langfohren und der Bergzelg. Diese Fläche wird durch das Apelööbächlein und seine Nebenbäche zum Rhein entwässert. Der höchste Punkt im Gemeindegebiet liegt auf 444 Metern ganz im Südosten im Bergwald, die tiefste Stelle auf 314 Metern am Zusammenfluss von Rhein und Aare.
Die Nachbargemeinden von Koblenz sind Waldshut-Tiengen im Norden und Küssaberg im Osten (beide in Baden-Württemberg; Deutschland) sowie Zurzach (ehemalige Gemeinde Rietheim) im Ostsüdosten, Klingnau im Süden und Leuggern im Südwesten (alle im Kanton Aargau; Schweiz).

## Geschichte

Luftbild aus 300 m von Walter Mittelholzer (1925)

Das Gebiet ist seit der Römerzeit besiedelt. Von der Mitte des 1. bis zum 3. Jahrhundert bestand hier ein Gutshof. 1914 kamen bei Grabungsarbeiten eine Badeanlage, importierte Terra Sigillata und Ziegelstempel zum Vorschein. Gut erhalten sind die Grundmauern eines im Jahr 371 errichteten Wachtturms, der sich rund einen Kilometer östlich des heutigen Dorfes beim Kleinen Laufen befand und den Namen summa rapida («oberste Stromschnelle») trug. Ein weiterer Wachtturm befand sich weiter westlich im Gebiet Rütenen. Nach dem Rückzug der Römer im ersten Jahrzehnt des 5. Jahrhunderts war die Gegend weitgehend unbewohnt.
Die erste urkundliche Erwähnung von Confluentia erfolgte im Jahr 1010. Damals wurden von dort Steine für den Neubau des Verenamünsters in Zurzach herangeschafft. Die älteste bekannte Ortsnamensform ist lateinisch und nimmt Bezug auf den Zusammenfluss von Aare und Rhein. Im Hochmittelalter lag die Siedlung im Herrschaftsbereich der Herren von Klingen. Der vor allem als Minnesänger bekannte Walther von Klingen verkaufte 1269 die Siedlung zusammen mit dem Städtchen Klingnau an das Bistum Konstanz. Weitere bedeutende Grundbesitzer waren die Klöster St. Blasien und St. Gallen sowie die Johanniterkommende Leuggern. Im Jahr 1415 eroberten die Eidgenossen den Aargau. Koblenz gehörte nun zum Amt Klingnau der Grafschaft Baden, einer Gemeinen Herrschaft.
Auf der badischen Seite des Rheins lag die kleine Insel Judenäule, die lange Zeit für die Juden der Schweiz die einzige erlaubte Bestattungstätte war und nicht zu selten, bei den wiederholten Verfolgungen, auch der einzige mögliche Zufluchtsort. Die kleine Insel wurde regelmässig bei Hochwasser überflutet. 1750 erhielten die Schweizer Juden einen eigenen Friedhof zwischen den Dörfern Endingen und Lengnau. Die Insel selbst wuchs mit der Zeit mit dem deutschen Ufer zusammen. Die Toten in den übrig gebliebenen Gräbern wurden 1954/55 exhumiert und nach Endingen überführt.
Der Dorfbrand von 1795 zerstörte 54 Häuser und machte 335 Personen obdachlos. Im März 1798 nahmen die Franzosen die Schweiz ein und errichteten im Land die Helvetische Republik. Koblenz gehörte zunächst zum kurzlebigen Kanton Baden und ist seit 1803 eine Gemeinde des Kantons Aargau.
Die Koblenzer Flussschiffer hatten jahrhundertelang ein Monopol für den Transport vom damals wichtigen Messeort Zurzach rheinabwärts durch die gefährlichen Stromschnellen von Laufenburg nach Basel. Mit dem Aufkommen der Eisenbahn und dem Niedergang der Zurzacher Messe verlor die Schiffergenossenschaft Koblenz ihre Existenzgrundlage und löste sich 1858 auf.
Am 18. August 1859 eröffnete die Schweizerische Nordostbahn die Bahnstrecke Turgi–Koblenz–Waldshut, am 1. August 1876 folgte die Bahnstrecke Winterthur–Koblenz, am 1. August 1892 die Bahnstrecke Koblenz–Stein-Säckingen mit der Brücke über die Aare. Trotz dieser Eisenbahnlinien sank die Bevölkerungszahl in der zweiten Hälfte des 19. Jahrhunderts um über einen Fünftel. Ab 1900 setzte ein langsames Wachstum ein. Mit dem Bau zweier Strassenbrücken über den Rhein (1932) und die Aare (1936) entwickelte sich Koblenz endgültig zum überregionalen Verkehrsknotenpunkt. Die grenznahe Lage hatte aber auch Nachteile, so entstand 1945 bei einem versehentlichen Angriff durch alliierte Bomber ein beträchtlicher Sachschaden. Ab 1935 und während des Zweiten Weltkriegs wurde die Sperrstelle Koblenz erstellt. Sie gilt als Sperrstelle von nationaler Bedeutung, weil ihre ersten Infanteriebunker Prototypen für die Schweizer Landesbefestigung waren.
1987 wurde im Dorfzentrum eine neue Bahnhaltestelle eröffnet, die den abseits gelegenen Bahnhof ergänzte. Im selben Jahr erfolgte der Bau eines Dammes, der den unteren Dorfteil vor Überschwemmungen schützt; er dient gleichzeitig als Umfahrungsstrasse. Seit dem 28. Mai 1994 gibt es auf der Eisenbahnlinie nach Laufenburg nur noch Güterverkehr, die Schnellzüge zwischen Basel und Winterthur waren schon einige Jahre zuvor gestrichen worden.

## Sehenswürdigkeiten

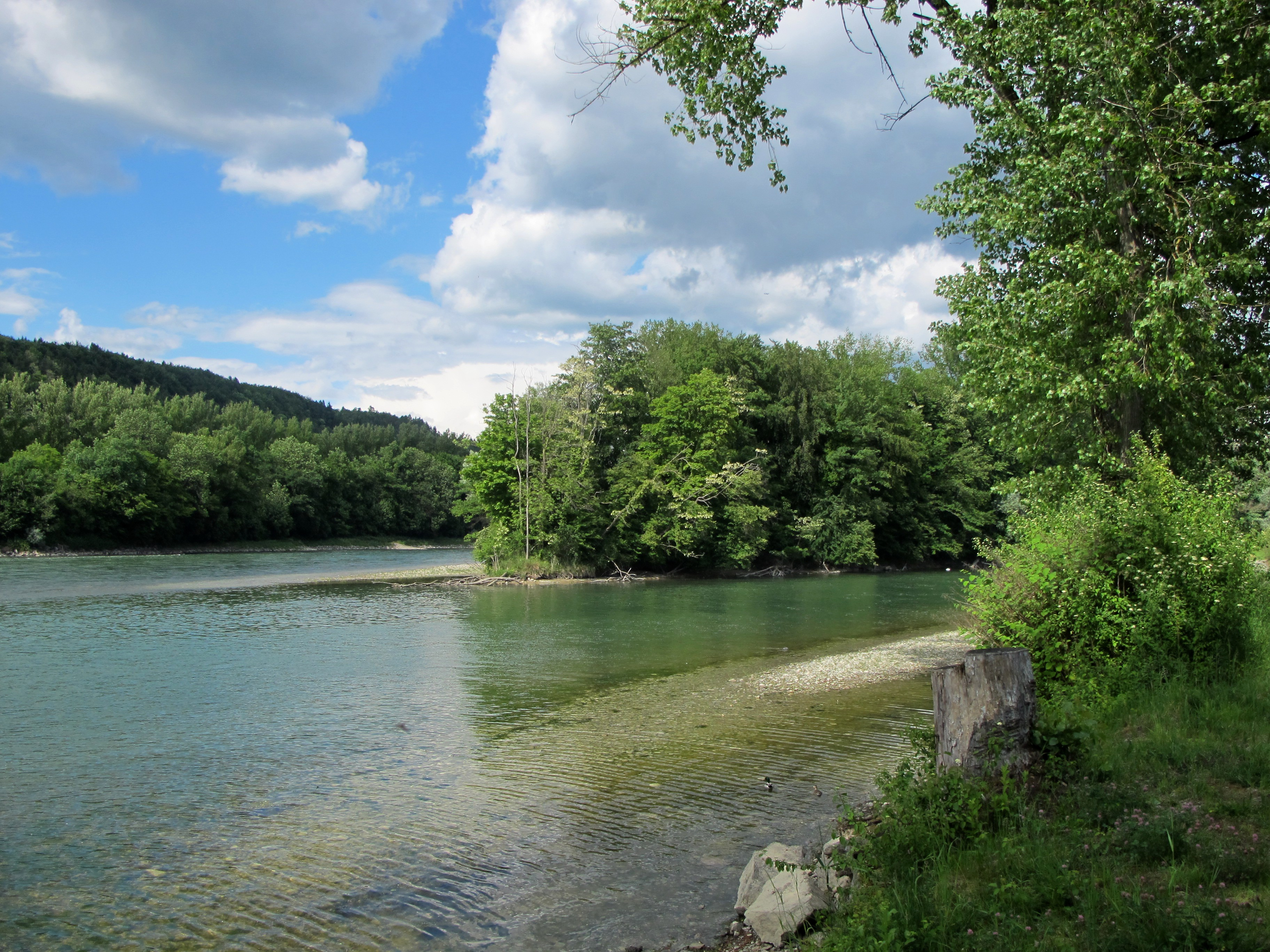
Insel oberhalb Koblenz

Der Verein Depot und Schienenfahrzeuge Koblenz besitzt eine Sammlung historischer Schienenfahrzeuge, die im 1859 erbauten Lokschuppen neben dem Bahnhof ausgestellt werden.

## Wappen
Die Blasonierung des Gemeindewappens lautet: «In Gelb blauer Fluss mit Einmündung vom rechten Schildfuss her, darauf linksgewendeter schwarzer Weidling mit schräg gelegtem schwarzem Ruder.» Das Wappen wurde 1926 eingeführt. Es deutet einerseits den Zusammenfluss von Aare und Rhein an und weist andererseits auf die frühere Bedeutung der Flussschifffahrt hin.

## Bevölkerung
Die Einwohnerzahlen entwickelten sich wie folgt:
| Jahr      | 1803 | 1850 | 1900 | 1930 | 1950 | 1960 | 1970 | 1980 | 1990 | 2000 | 2010 | 2020 |
| Einwohner | 434  | 709  | 554  | 614  | 882  | 1114 | 1439 | 1465 | 1588 | 1611 | 1592 | 1671 |

Am 31. Dezember 2023 lebten 1759 Menschen in Koblenz, der Ausländeranteil betrug 45,8 %. Bei der Volkszählung 2015 bezeichneten sich 35,0 % als römisch-katholisch und 17,3 % als reformiert; 47,7 % waren konfessionslos oder gehörten anderen Glaubensrichtungen an. 82,4 % gaben bei der Volkszählung 2000 Deutsch als ihre Hauptsprache an, 4,3 % Albanisch, 3,7 % Serbokroatisch, 2,6 % Italienisch, 1,8 % Portugiesisch und 1,1 % Türkisch.

## Politik und Recht
Die Versammlung der Stimmberechtigten, die Gemeindeversammlung, übt die Legislativgewalt aus. Ausführende Behörde ist der fünfköpfige Gemeinderat. Er wird im Majorzverfahren vom Volk gewählt, seine Amtsdauer beträgt vier Jahre. Der Gemeinderat führt und repräsentiert die Gemeinde. Dazu vollzieht er die Beschlüsse der Gemeindeversammlung und die Aufgaben, die ihm vom Kanton zugeteilt wurden. Für Rechtsstreitigkeiten ist in erster Instanz das Bezirksgericht Zurzach zuständig. Koblenz gehört zum Friedensrichterkreis XVII (Zurzach).

## Wirtschaft
In Koblenz gibt es gemäss der im Jahr 2015 erhobenen Statistik der Unternehmensstruktur (STATENT) rund 620 Arbeitsplätze, davon 2 % in der Landwirtschaft, 54 % in der Industrie und 44 % im Dienstleistungssektor. Der mit Abstand grösste Arbeitgeber war bis 2021 die Stoll Giroflex AG, die Bürostühle herstellte. Ebenfalls von Bedeutung sind die Holzverarbeitung und die Herstellung von Kunststoffen. Zahlreiche Erwerbstätige sind Wegpendler und arbeiten in den Nachbargemeinden des unteren Aaretals oder in der Region Brugg/Baden.

## Verkehr

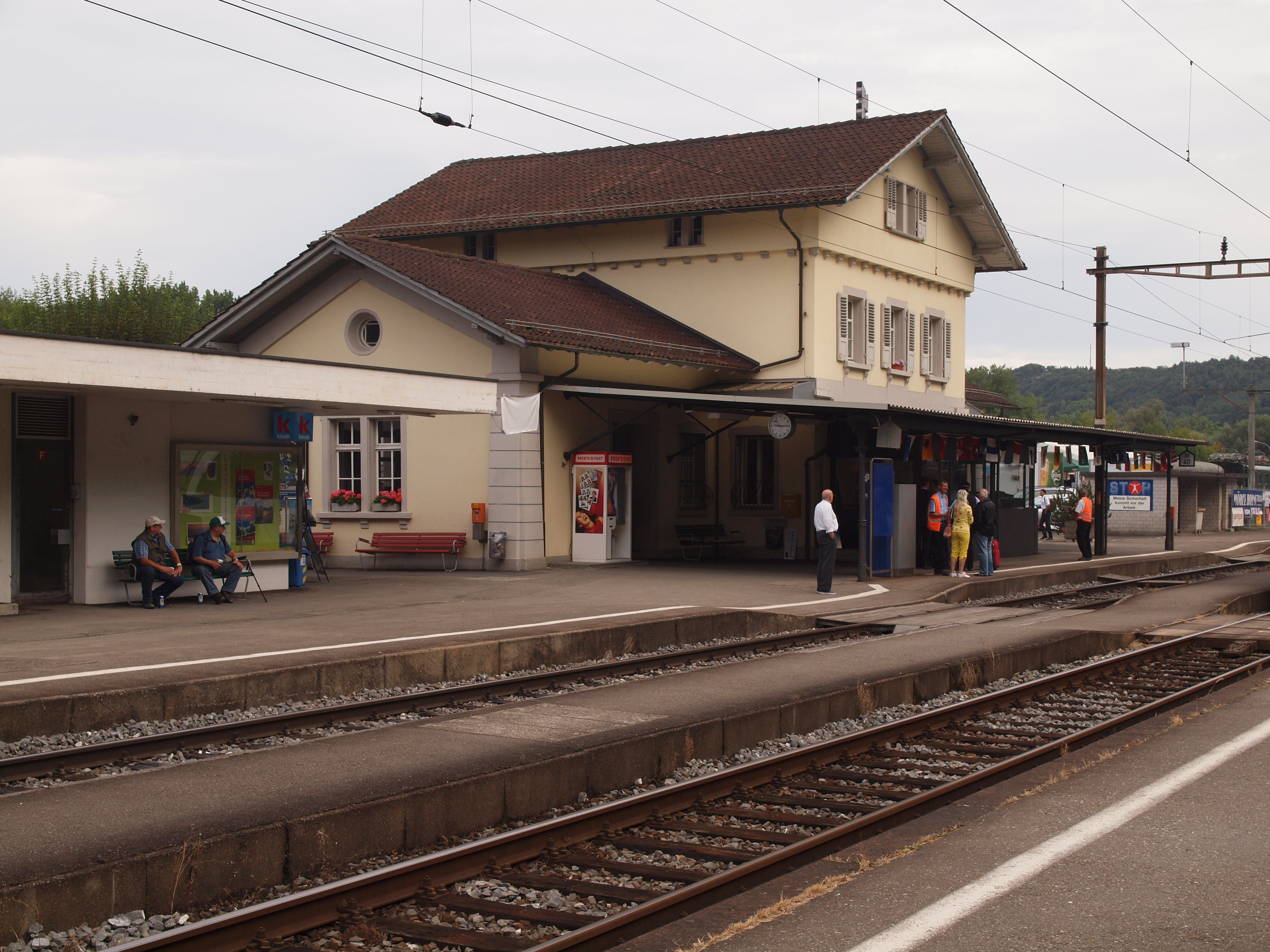
Bahnhof Koblenz

Koblenz wird im Volksmund auch «Vier-Brücken-Dorf» genannt, da je zwei Strassen- und Eisenbahnbrücken über die Aare bzw. den Rhein führen. Das Dorf liegt am Schnittpunkt mehrerer Hauptstrassen: Die Hauptstrasse 7 führt von Basel über Koblenz nach Winterthur, die Hauptstrasse 5 durch das untere Aaretal nach Brugg. Über die Rheinbrücke führt die Strasse nach Waldshut. Oft bricht der Verkehr im Dorf zusammen, wenn viele Einkaufstouristen nach Waldshut unterwegs sind.
Der Bahnhof Koblenz steht ausserhalb des Dorfes im äussersten Südwesten des Gemeindegebiets. Von hier aus verkehren Züge nach Baden, Waldshut, Bad Zurzach und Bülach. Eine weitere Bahnstation (Koblenz Dorf) an der Linie nach Bülach erschliesst das Dorfzentrum. Die Strecke in Richtung Laufenburg dient nur noch dem Güterverkehr, als Ersatz verkehrt eine Postautolinie nach Leibstadt. An Wochenenden verkehrt ein Nachtbus von Baden über das Surbtal und Koblenz nach Bad Zurzach.
Die Eisenbahnlinie nach Waldshut besitzt eine interessante Streckenführung. Nach Verlassen des Bahnhofs führt sie zunächst nach Osten durch einen tiefen Einschnitt im Frittel-Hügel, durchquert diesen anschliessend in einem rund 200 Meter langen bogenförmigen Tunnel und überquert mitten im Dorfzentrum die Strecke nach Bülach auf einem Viadukt. Daraufhin wird der Rhein in nordwestlicher Richtung auf einer der ältesten erhaltenen Eisenbahnbrücken Europas überquert.

## Bildung
Die Gemeinde verfügt über einen Kindergarten und zwei Schulhäuser, in denen die Kinder der Primarschule und der Einschulungsklasse unterrichtet werden. Seit dem Sommer 2005 ist die Oberstufe (Real-, Sekundar- und Bezirksschule) der OSUA (Oberstufe Unteres Aaretal) in Klingnau und Döttingen angegliedert. Die nächstgelegenen Gymnasien sind die Kantonsschule Baden und die Kantonsschule Wettingen.

## Persönlichkeiten
- Karl Schweri (1917–2001), Detailhandelsunternehmer
- Erhard Schweri (1922–2025), Bundesrichter
- Hansruedi Müller (* 1940), Bobpilot, Europameister